# اتحاد نقابات العمال في بوروندي
اتحاد نقابات العمال في بوروندي (بالفرنسية: Confédération des Syndicats du Burundi)‏ ، ( COSYBU ) هو أكبر اتحادين نقابيين وطنيين نشطين في بوروندي . وهو يختلف عن اتحاد نقابات العمال في بوروندي ( Confédération Syndicale du Burundi)،(CSB).  ينتمي كل من اتحاد نقابات العمال في بوروندي واتحاد نقابات العمال في بوروندي إلى الاتحاد الدولي لنقابات العمال (ITUC). 
تأسست اتحاد نقابات العمال في بوروندي في عام 1995 عندما انفصلت عن اتحاد نقابات العمال في بوروندي المنشأ حديثًا. وعلى الرغم من الانفصال، إلا أن المنظمتين تحافظان على علاقات جيدة وتتعاونان بشكل متكرر.  قامت اتحاد نقابات العمال في بوروندي بإصلاح هيكلها في عام 2013 وتضم هيئة إدارتها الكونفدرالية ممثلين عن النقابات التابعة لها بالإضافة إلى أعضاء من المقاطعات الوطنية . 
في المجمل، 31 من أصل 59 نقابة عمالية معترف بها رسميًا في بوروندي تنتمي إلى اتحاد نقابات العمال في بوروندي .  أكبر شركتين، تمثلان المعلمين (STEB) وعمال النقل (SYPROTAVEBU)، تشكلان معًا حوالي 75 بالمائة من إجمالي أعضاء الاتحاد. في المجموع، كان لدى اتحاد نقابات العمال في بوروندي 53,611 عضوًا منتسبًا في عام 2014.  ومع ذلك، فإن أقلية فقط تدفع رسوم الانضمام إلى النقابة. 
وفقاً لتقارير الاتحاد الدولي للنقابات العمالية، كثيراً ما تُنتهك حقوق العمال في بوروندي، كما أن الحق في الإضراب محدود. ويعمل معظم البورونديين في الاقتصاد غير الرسمي ، ويتعرض أعضاء بعض النقابات للمضايقة بسبب انتماءاتهم.  وتشير التقديرات إلى أن 1.3% فقط من القوى العاملة هم أعضاء في النقابات العمالية.  من المعروف أن العديد من اتفاقيات المفاوضة الجماعية سارية بالنسبة للعمال في قطاعات معينة يغطيها اتحاد نقابات العمال في بوروندي . 

## أنظر أيضاً
- اتحاد عمال بوروندي (FTB)، نشط بين عامي 1963-1965
- اقتصاد بوروندي
- سياسة بوروندي